# Канатная дорога в Хайфе
В Хайфе (Израиль) построены две канатных дороги, не связанных между собой: канатная дорога на горе Кармель, спускающаяся с горы к набережной Бат-Галим в западной части города, которая в основном используется туристами, и пассажирская канатная дорога в роли общественного транспорта — система для обслуживания юго-восточной части города, ведущая к холмистым местам, где расположены Хайфский университет и Технион.

## Пассажирская канатная дорога
Пассажирская канатная дорога «Ракавлит» протяжённостью 4,4 км и перепадом высот между конечными станциями около 460 м соединяет транспортный терминал Лев-ха-Мифрац с Технионом и Хайфским университетом. Линия интегрирована в систему общественного транспорта Хайфы, сдача в эксплуатацию — в октябре 2021 года.

## Туристическая канатная дорога
Туристическая канатная дорога  (ивр. רַכֶּבֶל‎, Ракэвэ́ль) построена в 1986 году.
На горе Кармель, напротив монастыря кармелитов («Стелла Марис») расположена верхняя площадка канатной дороги, спускающейся вниз, к морю. По три вагончика в каждую сторону курсируют снизу вверх, на протяжении 355 метров, с разницей высот в 130 метров. Нижняя станция располагается в районе Бат-Галим.